# Коровай Олександр Миколайович
Олександр Миколайович Корова́й (21 червня 1928, М'ястківка — 10 серпня 2011, Івано-Франківськ) — український живописець; член Спілки радянських художників України з 1970 року. Один з ініціаторів створення Івано-Франківського обласного художнього музею та Івано-Франківського відділення Спілки художників. Батько художника Олександра Коровая.

## Біографія
Народився 21 червня 1928 року в селі М'ястківці (нині село Городківка Тульчинського району Вінницької області, Україна). Протягом 1944—1949 років навчався у Київській художній школі імені Тараса Шевченка у Володимира Бондаренка, Петра Сльоти, Геннадія Титова; у 1952 році закінчив Одеське художнє училище, де навчався у Леоніда Мучника, В'ячеслава Токарєва, Михайла Жука.
Упродовж 1952—1962 років працював у товаристві «Укоопхудожник» у Станіславі; у 1962—1991 роках — у художньо-виробничих майстернях Івано-Франківського відділення Художнього фонду УРСР (у 1987—1990 роках — голова відділу).
1970 року при Івано-Франківській середній школі № 5 організував художній музей. 21 листопада 2008 року нагороджений орденом «За заслуги» III ступеня (за вагомий особистий внесок у вшанування пам'яті жертв геноциду Українського народу у зв'язку з 75-ми роковинами Голодомору 1932—1933 років в Україні, подвижницьку діяльність, спрямовану на висвітлення правди про Голодомор).
Мешкав у Івано-Франківську в будинку на вулиці Незалежності, № 36, квартира № 120. Помер в Івано-Франківську 10 серпня 2011 року.

## Творчість
Працював у галузі станкового живопису, створював пейзажі, портрети, натюрморти. Серед робіт:
- «Дівчина слухає музику» (1952);
- «Діти в полі» (1957);
- «Тарас Шевченко» (1973);
- «Весною над Дністром» (1974);
- «Переможна весна 1945 року» (1975);
- «Груші цвітуть» (1977);
- «Параска Харчук» (1980);
- «Натюрморт із самоваром» (1982);
- «Львів. Площа Возз’єднання» (1982);
- «Закарпатський мотив» (1983);
- «Край мого дитинства» (1983);
- «Леся» (1983);
- «Печерська лавра» (1986);
- триптих «Хліб наш насущний дай нам днесь» (1991);
- «Назар» (1993);
- «Таня» (1993);
- «Натюрморт із гуцульською керамікою» (1995);
- «Художник Петро Прокопів» (1998);
- «Співак Андрій Шкурган» (1999);
- «Андрій» (1999);
- «За самоваром» (2003);
- «Ольга Андріївна» (2004);
- «Батькова пасіка» (2006);
- «Троянда шістдесятництва» (2007);
- «Оля» (2010);

цикли
- «Карпатами» (1981);
- «Городенківщина» (1997);
- «Хата з парканом» (2001);
- «Під горою. Седнів» (2001).

Брав участь в обласних, всеукраїнських, всесоюзних, міжнародних мистецьких виставках та пленерах з 1952 року. Персональні виставки відбулися в Івано-Франківську в 1984, 1998, 2003 роках, Львові в 1985 році, Коломиї у 2003 році. 
Роботи зберігаються в Івано-Франківському краєзнавчому музеї, Музеї мистецтв Прикарпаття в Івано-Франківську, Луганському художньому музеї, Національному музеї народного мистецтва Гуцульщини та Покуття імені Йосафата Кобринського в Коломиї (чотири твори) та інших музеях.